# Fronsella taiwanica
Fronsella taiwanica is een tweekleppigensoort uit de familie van de Lasaeidae. De wetenschappelijke naam van de soort is voor het eerst geldig gepubliceerd in 2005 door Ueng & Wang.